# Janov (district de Rychnov nad Kněžnou)
Pour les articles homonymes, voir Janov.
Janov (en allemand : Johanneshöfen) est une commune du district de Rychnov nad Kněžnou, dans la région de Hradec Králové, en République tchèque. Sa population s'élevait à 105 habitants en 2022.

## Géographie
Janov se trouve à 8 km à l'est-sud-est de Nové Město nad Metují, à 19 km au nord de Rychnov nad Kněžnou, à 34 km au nord-est de Hradec Králové et à 133 km à l'est-nord-est de Prague.
La commune est limitée par Nový Hrádek au nord, par Sněžné à l'est, par Bystré et Ohnišov au sud, et par Bohdašín à l'ouest.

## Histoire
La première mention écrite de la localité date de 1497.

## Administration
La commune se compose de deux sections :
- Janov
- Tis

## Galerie

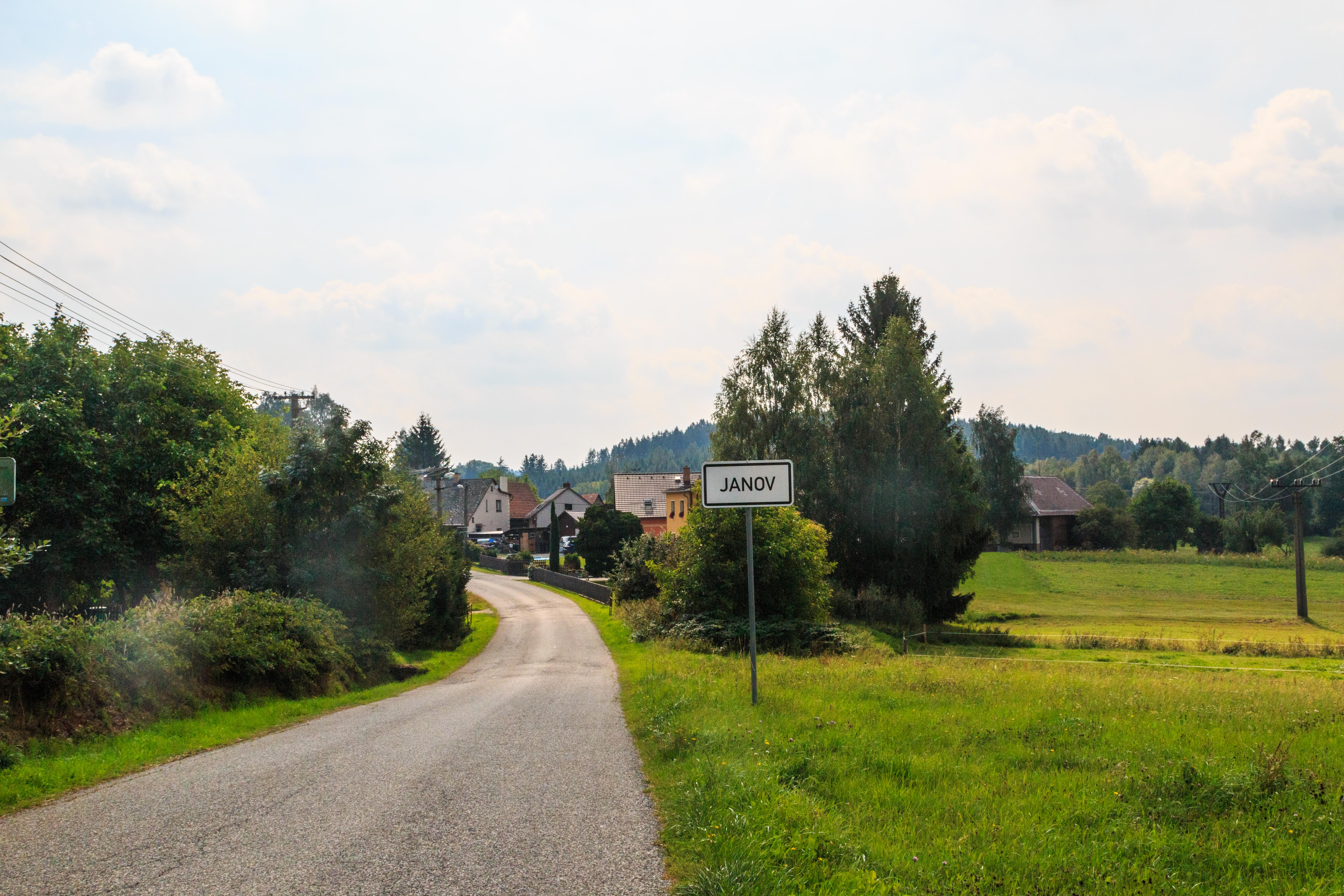
Entrée de Janov.
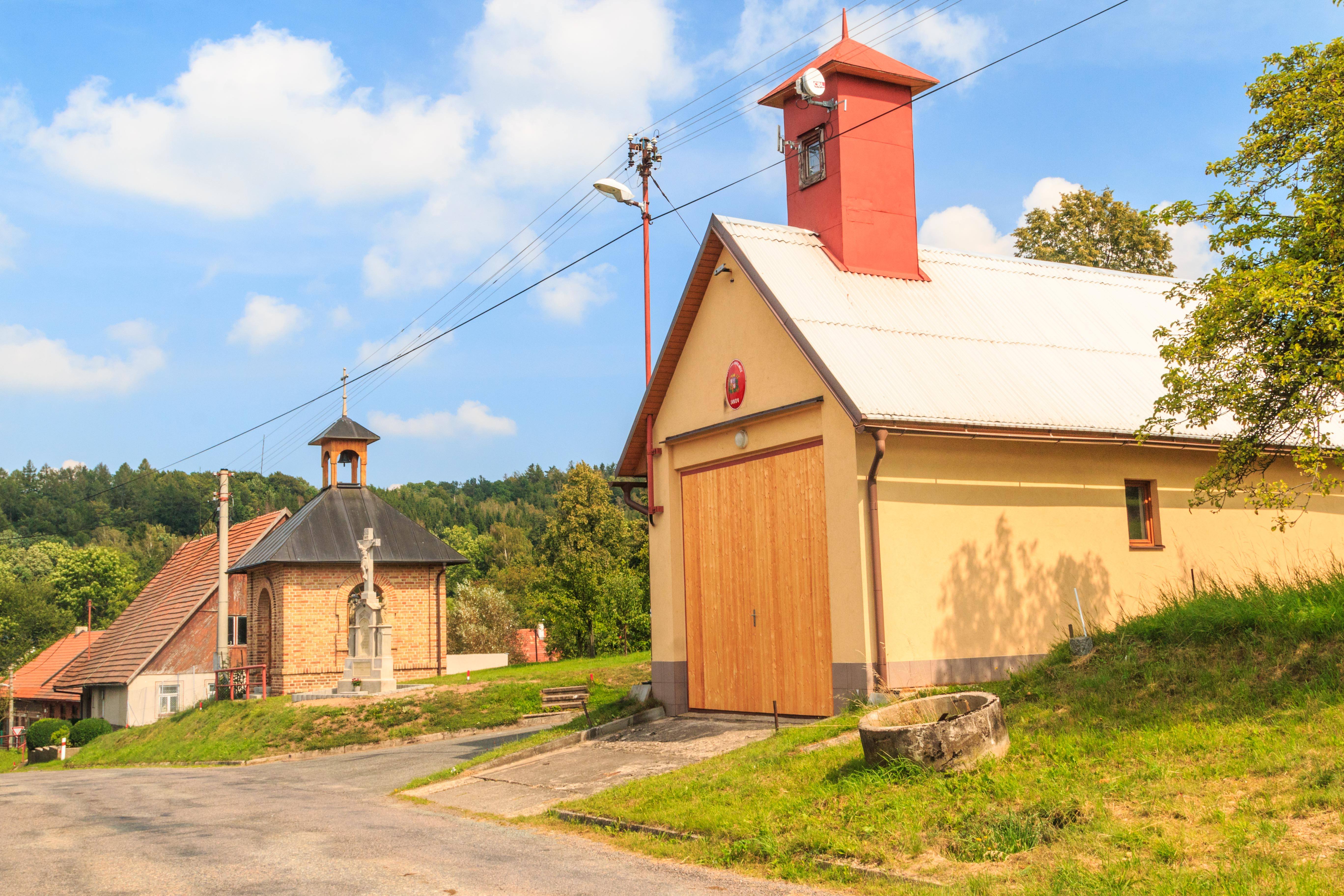
Poste de pompiers.

## Transports
Par la route, Janov se trouve à 24 km de Rychnov nad Kněžnou, à 41 km de Hradec Králové et à 166 km de Prague. 